# Korea Aerospace Industries

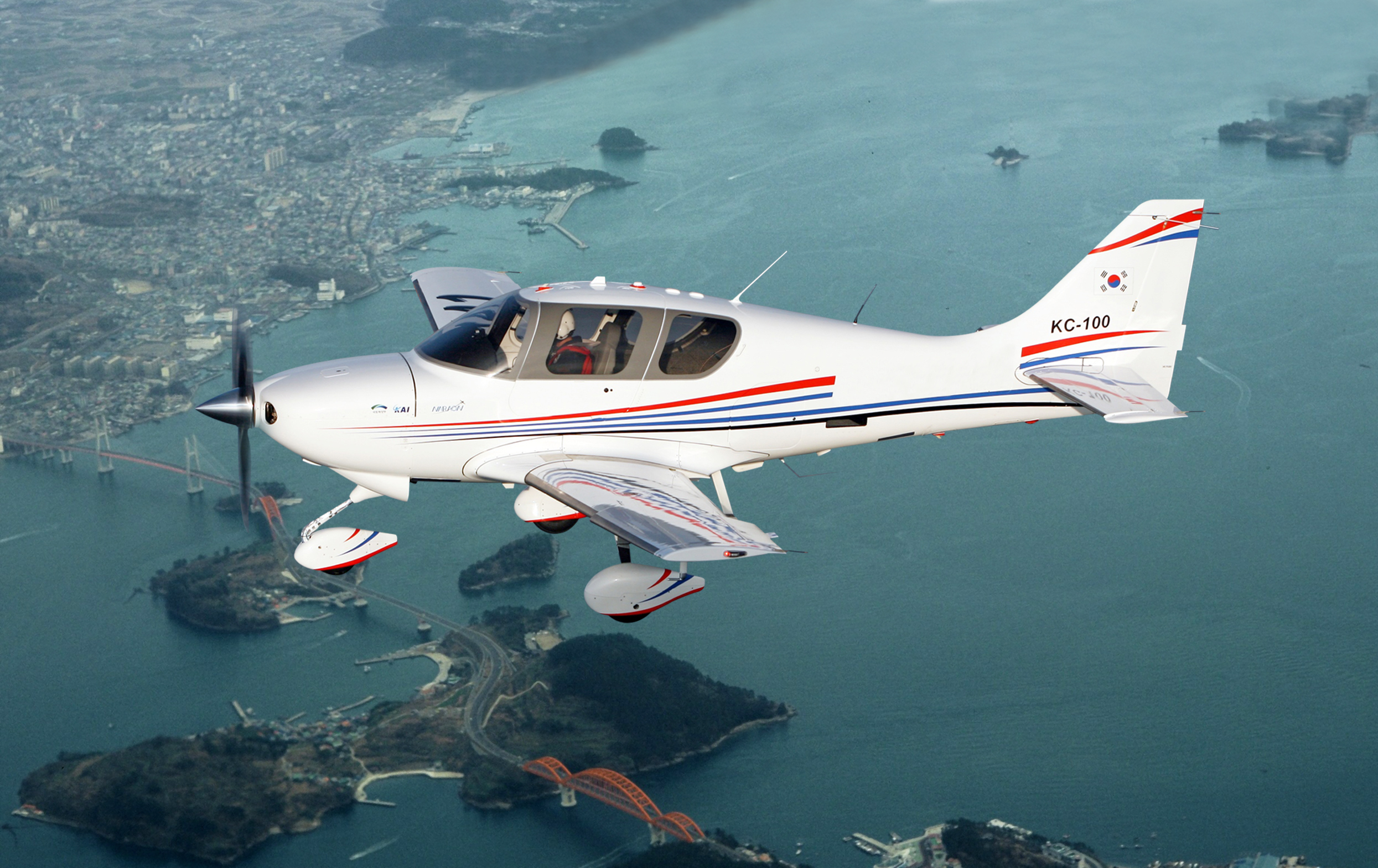
KC-100 Naraon während eines Testflugs (2011)

Korea Aerospace Industries (koreanisch 한국항공우주산업주식회사) ist Südkoreas einziger Flugzeughersteller. Es wurde 1999 unter der Führung der südkoreanischen Regierung mit den drei koreanischen Konglomeraten Samsung, Hyundai und Daewoo gegründet. Ihr Hauptaktionär ist die Korea Development Bank, eine Institution, die sich vollständig im Besitz der Regierung befindet.
KAI hat verschiedene Luft- und Raumfahrtprodukte entwickelt, darunter das Korea Space Launch Vehicle (KSLV)-II und verschiedene Satelliten. Über Lizenzvereinbarungen war das Unternehmen an der Produktion mehrerer im Ausland entworfener Flugzeuge beteiligt, beispielsweise der MBB/Kawasaki BK 117, der MBB Bo-105 KLH und der KF-16. KAI hat auch eigene Flugzeugkonstruktionen entwickelt und produziert, darunter die Trainingsflugzeuge KAI KT-1 Ungbi und T-50 Golden Eagle, das allgemeine Luftfahrtflugzeug KAI KC-100 Naraon und den Mehrzweckhubschrauber KAI KUH-1 Surion. Sowohl der Hauptsitz des Unternehmens als auch mehrere wichtige Produktionsstätten befinden sich in Sacheon, Provinz Gyeongsangnam-do.

## Projekte
Der KT-1 entstand im Rahmen des lokalen „KTX“-Programms Ende der 1980er Jahre und der Entwicklungsauftrag wurde an Korea Aerospace Industries (KAI) vergeben. Es wurde computergestütztes Design eingesetzt und das Ergebnis war ein äußerst konventioneller, aber moderner Basistrainer. Das Programm umfasste insgesamt neun Prototypen und im Jahr 2000 folgten Lieferungen an die südkoreanische Luftwaffe. Der Dienst erhielt insgesamt 85 KT-1-Modelle und 20 KA-1-Modelle. Im Jahr 2002 gab KAI bekannt, dass sie an der Produktion einer verbesserten und bewaffneten Version des KT-1 mit der Bezeichnung KO-1 arbeiteten. Die Entwicklung erfolgte in Zusammenarbeit mit der Agency for Defense Development (ADD) und erfolgte als Reaktion auf eine bestehende Anforderung für 20–40 Flugzeuge der südkoreanischen Luftwaffe.
Im Juni 2006 erhielten KAI und Eurocopter von Defence Acquisition einen Forschungs- und Entwicklungsauftrag im Wert von 1,3 Billionen ₩ (entspricht 914 Mio. Euro im Jahr 2023) für das Korea Helicopter Project – Korea Utility Helicopter (KHP-KUH). Die Entwicklung des Drehflüglers, der KUH-1 Surion, wurde zu 84 % von der südkoreanischen Regierung und zu 16 % von KAI und Eurocopter finanziert.
Im Januar 2011 gründeten Eurocopter und KAI ein Joint Venture, KAI-EC, zum Zweck der Vermarktung des Surion und der Abwicklung von Exportverkäufen; damals ging man davon aus, dass bis 2021 weltweit 250–300 Einheiten verkauft würden. Im Dezember 2012 begann offiziell die Auslieferung des ersten Surion-Modells.
KAI war bestrebt, in den zivilen Markt vorzudringen und seine Abhängigkeit von Regierungsprojekten zu verringern, und startete 2008 offiziell die Entwicklung des allgemeinen Luftfahrtflugzeugs KC-100 Naraon. Obwohl es in seiner Grundkonfiguration weitgehend konventionell ist, sollten die Verwendung von Verbundwerkstoffen und der Einsatz modernster Technologien dazu führen, dass es 10 % kraftstoffeffizienter ist als bestehende Konkurrenten. Das Flugtestprogramm wurde am 22. März 2013 erfolgreich abgeschlossen, die Musterzulassung des Flugzeugs ging kurz darauf ein. In den 2010er Jahren begann KAI mit der Entwicklung einer militärischen Trainervariante mit der Bezeichnung KT-100 für die südkoreanische Luftwaffe (SKAF); das erste Flugzeug dieses Modells flog erstmals im Jahr 2015. Nach der Auslieferung wird die KT-100-Flotte die 20 Iljuschin-Il-103-Flugzeuge ersetzen, die derzeit an der SKAF-Akademie zur Ausbildung von Flugschülern stationiert sind.
Im Jahr 2008 prüften KAI Pläne für einen 60-sitzigen KRJ-Regionaljet: ein T-Heck-Flugzeug mit vier Sitzen nebeneinander, das auf 100 Sitze erweitert werden kann, ähnlich dem Bombardier CRJ. Zwei Jahre später dachte das Unternehmen Berichten zufolge immer noch über die Einführung eines 90-sitzigen Turboprops nach. Man ging damals davon aus, dass eine Ankündigung bereits 2011 erfolgen könnte. Im Oktober 2012 wurde ein gemeinsamer Entwicklungsvertrag zwischen Bombardier Aerospace und einem von der Regierung geführten südkoreanischen Konsortium bekannt gegeben, der die Entwicklung eines Turboprop-Regionalflugzeugs mit 90 Sitzplätzen vorsieht und dessen Markteinführung im Jahr 2019 geplant ist.
Im Jahr 2019 wurde bekannt gegeben, dass KAI die Flügel des Businessjets Gulfstream G280 im Auftrag des israelischen Herstellers IAI herstellen wird; Das Unternehmen erhält bis 2030 einen Vertrag über 523 Millionen US-Dollar. Langfristig hat das Unternehmen Berichten zufolge Ambitionen, ab 2023 ein Zivilflugzeug in Lizenz zu produzieren; außerdem soll ein Regionalflugzeug mit 50 bis 70 Sitzplätzen entwickelt werden, das entweder von Turboprop- oder Turbofan-Triebwerken angetrieben wird. Letzteres soll die explorative Entwicklung bis 2022 abschließen, als Einführungstermin wurde das Jahr 2030 festgelegt.
KAI ist auch im Bereich Raumfahrt tätig.

## Produkte

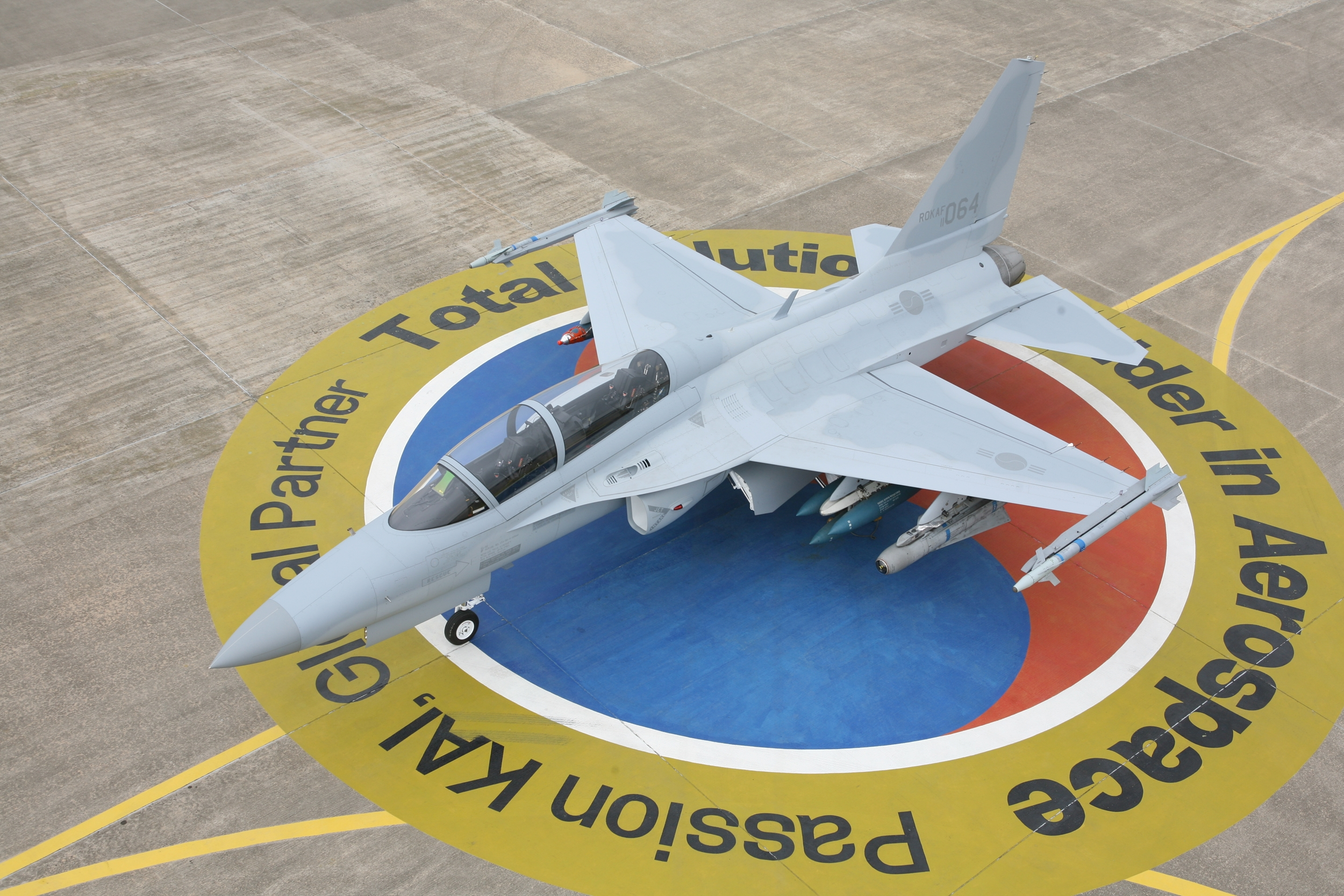
T-50 Golden Eagle (2011)

### Lizenzbauten
- MBB/Kawasaki BK 117: Die Hyundai Space and Aircraft Company baute 1989 eine BK-117.
- MBB Bo-105 KLH (1989): Von Daewoo Heavy Industries (Luft- und Raumfahrtabteilung) in Lizenz hergestellte Kampfversion von CBS-5.
- KF-16, (1991): Samsung Aerospace produzierte in den 1990er Jahren 140 F-16 C/D Block 52-Jäger unter Lizenz von Lockheed Martin.[19]
- Airbus H155: KAI LCA und LAH (Light Civil Helicopter und Light Armed Helikopter)[20]

### Modifizierte Modelle
- P-3CK – 8 Stück gebaut
- Lockheed C-130 Hercules
- Westland Lynx
- Boeing 737 AEW&C – Frühwarn- und Einsatzleitflugzeug; 4 Stück gebaut

### Flugzeuge
- KAI KT-1 Ungbi (2000)
- KAI T-50 Golden Eagle (2005) – Überschalltrainer
- KAI KC-100 Naraon (2011) – viersitziges, einkolbenmotoriges leichtes Passagierflugzeug[21]
- KAI KT-100 (2015) – militärischer Basistrainer mit Kolbenmotor
- KAI KF-21 Boramae (2022) – Mehrzweckkampfflugzeug (6 Prototypen gebaut, soll 2024 in Produktion gehen)[22]
- KAI MC-X (Forschung und Entwicklung) – militärisches Transportflugzeug, das gemeinsam mit den Vereinigten Arabischen Emiraten entwickelt und ab 2031 gebaut werden soll.[23][24]

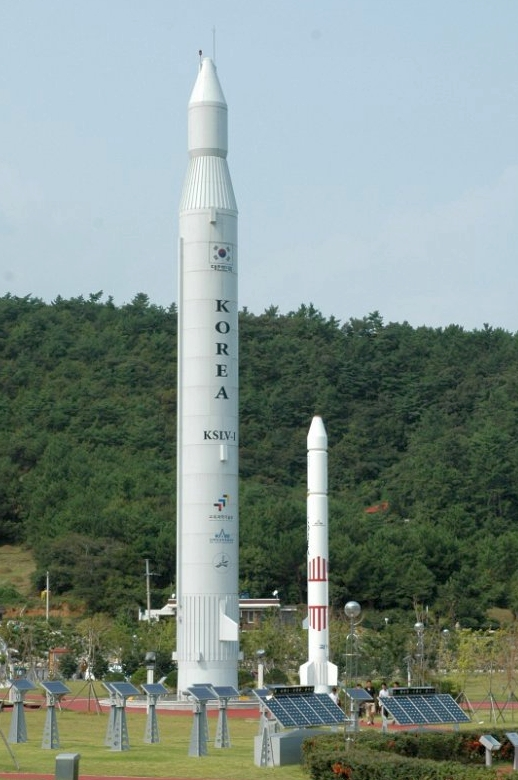
1:1 Modell der KSLV-1 im Naro Space Center (2009)

### Hubschrauber
- KAI KUH-1 Surion (2013) – 276 Stück sollen gebaut werden[9][25]

### Unbemannte Luftfahrzeuge
- KAI RQ-101 Songgolmae (2001): international als Night Intruder 300[26]

### Co-development
- Hubschrauber Bell 427, entworfen und hergestellt von Bell Helicopter und Samsung Aerospace Industries.[27]
- Hubschrauber Bell 429, entworfen und hergestellt von Bell Helicopter und Samsung Aerospace Industries.

### Satelliten
- Koreanische Mehrzwecksatelliten Nr. 1, 2, 3 und 5

### Trägerrakete
- Korea Space Launch Vehicle (KSLV)-II:[28] Das KSLV-II wurde entwickelt, um einen kombinierten Schub von 300 Tonnen zu erzeugen, indem es vier mit Flüssigbrennstoff betriebene Motoren der 75-Tonnen-Klasse parallel schaltet. Die Trägerrakete brachte am 21. Juni 2022 erfolgreich einen Satelliten in die Erdumlaufbahn.[29]

## Pläne
- KF-X: Mehrzweckkampfflugzeug[30]